# Maria de Fátima Wadhoomall Gomes

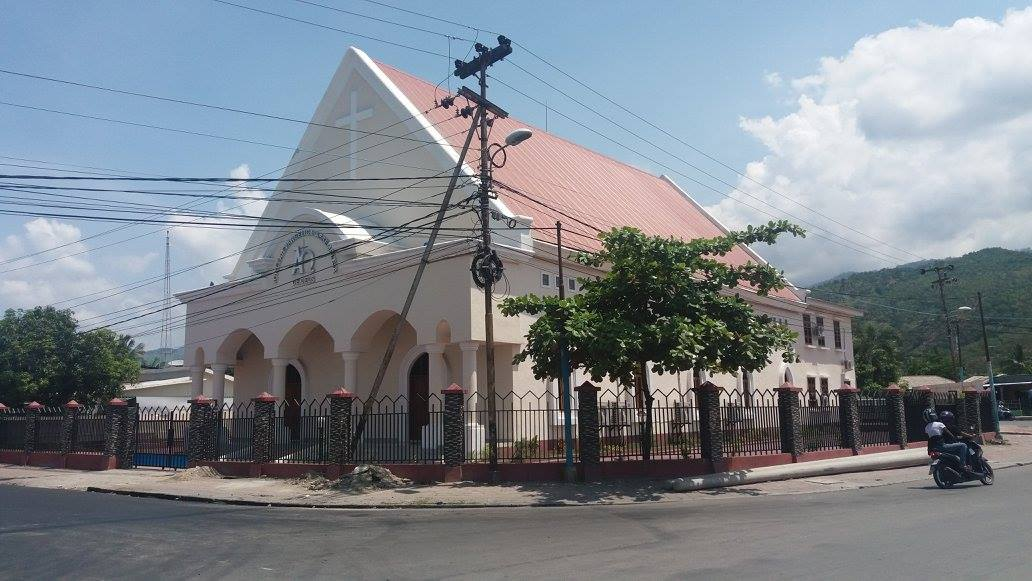
Kirche der Assemblies of God in Dili (Osttimor)

Maria de Fátima Wadhoomall Gomes (* 25. Februar 1940 in Dili, Portugiesisch-Timor; † 7. Januar 2020 in Dili, Osttimor) war eine protestantische Pastorin aus Osttimor. Sie war eine der Gründerinnen und führenden Geistlichen der Protestantischen Kirche in Osttimor. Zuletzt war sie Pastorin und Präsidentin der Igreja Evangélica Assembleia de Deus (Assemblies of God) in Osttimor.

## Werdegang

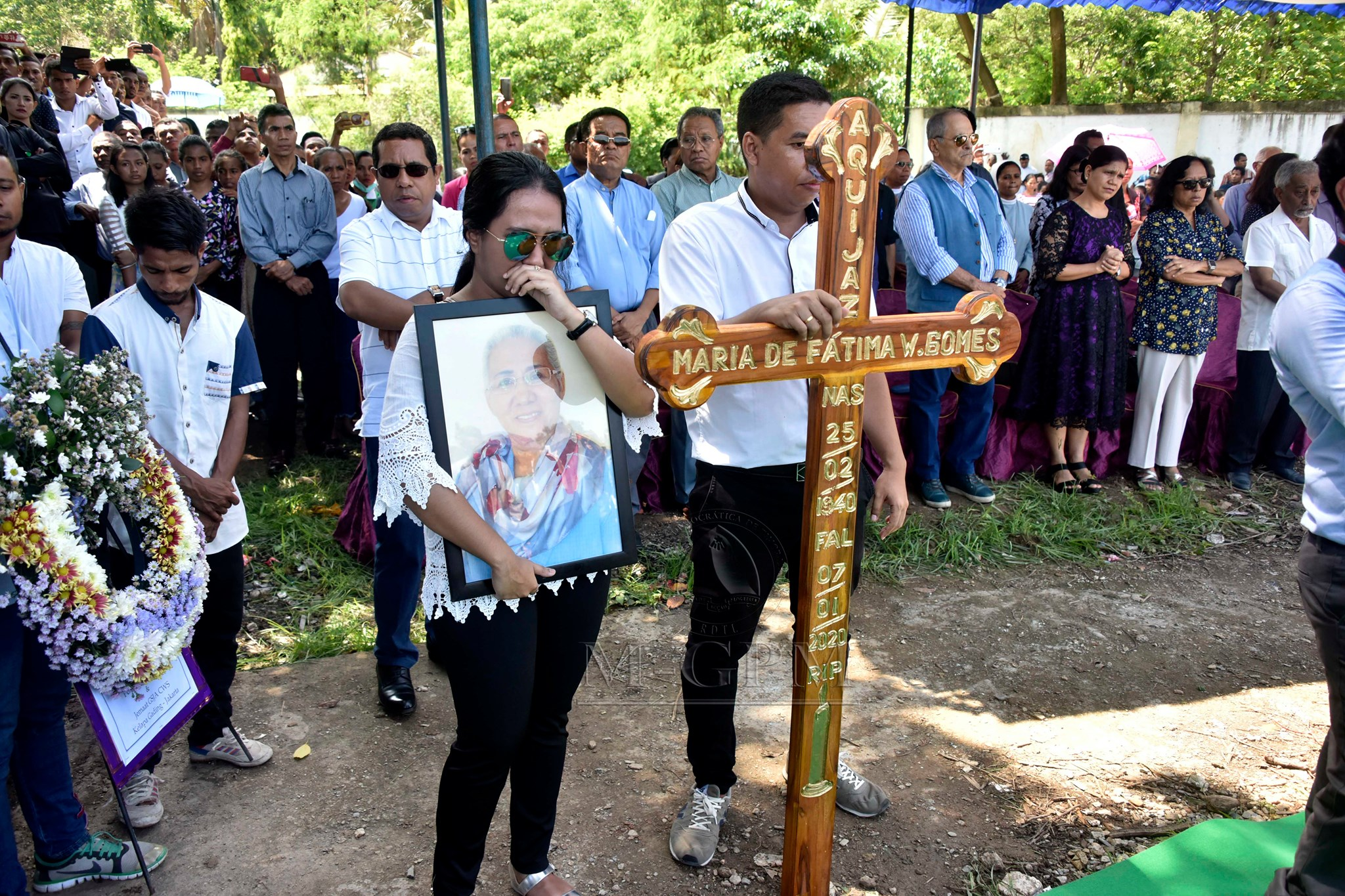
Beerdigung von Maria Gomes (2020)

in der portugiesischen Kolonialzeit gehörte die Mehrheit der Einwohner Timors noch dem traditionellen Glauben der Timoresen an. Daneben verbreitete sich der katholische Glaube. Gomes begann aber unter dem Einfluss eines Kapverdianers, protestantische Lehre zu predigen. Nach einem Treffen mit den amerikanischen Pastoren Edward und Rud Dilman bekannte sich Gomes 1950 offiziell zum protestantischen Glauben. Zusammen mit anderen gründete Gomes eine eigene Glaubensgemeinschaft, aus der 1988 während der indonesischen Besatzungszeit die Christliche Kirche Osttimors GKTT entstand (heute: Protestantische Kirche in Osttimor IPTL).
Noch unter portugiesischer Herrschaft hatte Gomes, zusammen mit ihrem Mann begonnen, gegen Widerstände für den Protestantismus zu missionieren. Von 1968 bis 1978 trugen sie zur Erneuerung des lokalen Protestantismus auf der zu Osttimor gehörenden Insel Atauro bei. Als ihr Mann starb, übernahm Gomes den Pastorenposten bei der Assembleia de Deus.
2000/2001 war Gomes als Vertreterin der Protestanten Mitglied des National Council (NC), dem Übergangsparlament des Landes. Sie lebte seit Oktober 1999 in der Kirche der Assembleia de Deus, da ihr Haus und die Häuser ihrer sechs Kinder in der Vergeltungsaktion der Indonesier zerstört worden waren.
Gomes verstarb am 7. Januar 2020 im Hospital Nacional Guido Valadares.